# Bénac (Hautes-Pyrénées)
Bénac település Franciaországban, Hautes-Pyrénées megyében. Lakosainak száma 530 fő (2022. január 1.). Bénac Louey, Averan, Barry, Hibarette, Lanne, Layrisse, Orincles, Saint-Martin és Visker községekkel határos.

## Népesség
A település népességének változása:
| Lakosok száma | 516  | 529  | 543  | 548  | 552  | 557  | 546  | 538  | 530  |
|               | 2013 | 2015 | 2016 | 2017 | 2018 | 2019 | 2020 | 2021 | 2022 |